# Mucinozni cistadenom pankreasa
Mucinozni cistadenomi pankreasa su retki tumori ove žlezde sa unutrađnjim i spoljnjim lučenjem koji se najčešće javljaju u telu i repu pankrease kod mladih i sredovečnih žena. Retko perforiraju u pankreasni vod i ponekad maligno alteriraju. Leče se radikalnom operacijom. 

## Epidemiologija
Mucinozni cistadenokarcinomi pankrease iako se javljaju kod oba pola, mnogo češći su kod žena, uglavnom mladih i sredovečnih, i to skoro uvek u telu i repu pankreasa. 
U glavi pankreasa se javljaju kod manje od 10% bolesnika. Iako se mucinozni cistadenomi smatraju benignim tumorima, oni su skloni i malignoj alteraciji.

## Etiopatogeneza
Mucinozni cistadenomi pankreasa koji mogu da dostignu prečnik od 0,5 do 36 cm, sa prosečnom veličinom od 10 cm. Iako po pravilu ne komuniciraju sa pankreasnim vodom, mogu da  perforiraju u oko 10% slučajeva, za razliku od seroznih cistadenoma koji perforiraju u manje od 1% slučajeva.
Mucinozni cistadenomi pankreasa potiču od epitela duktusa pankreasa, koji proizvodi mucin, ispoljavaju sliku papilarnog rasta, skloni su malignoj alteraciji ili su jasno maligni.  Međutim  i kada su maligni. ovi tumori:
- su manje agresivni od duktusnog adenokarcinoma pankreasa,
- kasnije od duktusnog adenokarcinoma pankreasa infiltrišu tkivo pankreasa,
- sporije metastaziraju u okolne limfne žlezde.[4][3]

Mucin koji proizvode tipično ostaje u tumoru zbog najčešćeg izostanka komunikacije s pankreasnim vodom. Zato obično ne dolazi ni do dilatacije pankreasnog voda, ni do opstruktivnog pankreatitisa i dilatacije pankreasnog voda.

## Dijagnoza
Propust u dijagnozi je ako se ne pregleda ceo preparat jer može dovesti do toga da se karcinom in situ ili lokalni invazivni karcinom pogrešno kategorizuju kao benigna lezija.
Neki autori smatraju da, bez obzira na histološki izgled epitelne komponente, sa stromalnom invazijom ili bez nje, mucinozne cistične neoplazme pankreasa treba smatrati mucinoznim cistadenokarcinomima malog malignog potencijala, jer se nemogu pouzdano svrstati u benignu, graničnu ili malignu grupu tumora.
Tokom operacije treba biti naročito obazriv da se ovi cistični tumori pogrešno ne dijagnostikuju kao ciste, sa kojima se najčešće i zamenjuju, i pogrešno leče drenažom.
Patohistološki nalaz mucinoznog cistadenoma pankreasa

## Terapija
Hirurško lečenje mucinoznih cistadenoma pankreasa je metoda izbora za sve simptomatske serozne i sve mucinozne cistadenome,kao i sve cistične tumore koji nisu jasno ograničeni. 
Konzervativno lečenje je opravdano kod dobro dokumentovanih seroznih cistadenoma koji su potpuno bez simptoma. Zbog malignog potencijala, mucinozne cistične neoplazme pankreasa treba resecirati u celini.
Kako su ovi tumori skloni malignoj alteraciji, koja se može javiti samo u jednom delu tumora i može biti fokalna, ceo tumor se mora ekscidirati, u celini ukloniti, i do detalja i pažljivo pregledati.

## Literatura
- Radoje ČOLOVIĆ, Marijan MICEV, Vladimir RADAK, Nikica GRUBOR, Mirjana STOJKOVIĆ, Nataša ČOLOVIĆ, Mucinozni cistadenom glave pankreasa sa fokalnom malignom alteracijom koji je perforirao u pankreasni vod i doveo do hroničnog pankreatitisa., BIBLID: 0370-8179, 135(2007) 3-4, p. 204-207

 Mediji vezani za članak Mucinozni cistadenom pankreasa na Vikimedijinoj ostavi

|  | Molimo Vas, obratite pažnju na važno upozorenje u vezi sa temama iz oblasti medicine (zdravlja). |